# 무라트 우마하노프
무라트 무스타파예비치 우마하노프(러시아어: Мура́д Мустафа́евич Умаха́нов, 1977년 1월 3일~)는 러시아의 전직 레슬링 선수이다. 2000년 하계 올림픽 자유형 페더급에서 금메달을 획득했다.